# Asuküla
Asuküla – wieś w Estonii, w prowincji Saare, w gminie Kaarma. W 2004 roku wieś zamieszkiwały 83 osoby.